# Florentianus
Florentianus war ein fränkischer maior domus (Hausmeier) im merowingischen Teilreich Austrasien um 589.
Über seine Herkunft und Jugend ist nichts bekannt. Um das Jahr 581 ist er als Gesandter zum Suebenkönig Miro in Galicien belegt. Im Jahr 589 schickte König Childebert II. Florentianus, den  maior domus reginae (Hausmeier der Königin Brunichild) und Romulfus, seinen comes palatii (etwa Pfalzgraf), als disciptores (Steuereinschätzer) nach Poitiers und Tours. Am 4. Juli, dem Festtag des Heiligen Martin, wurden sie Zeugen einer Heilung und Florentianus berichtete Gregor von Tours von Wundern in Galicien, von denen ihm König Miro erzählt habe. Gregor erreichte von König Childebert Steuerfreiheit seiner Stadt und Florentianus kehrte nach Austrien zurück.